# مصطفى بن بولعيد (فلم)
مصطفى بن بولعيد هو فيلم جزائري تم إنتاجه عام 2008 من طرف وزارة المجاهدين الجزائرية، بالتعاون مع مؤسسة ميسان بلقس فيلم، وتلفزيون الجزائر، وأخرجه أحمد راشدي.

## ملخص الفيلم
تدور أحداث الفيلم حول حياة الشهيد مصطفى بن بولعيد (1917 - 1956) الذي كان أحد مناضلي الحركة الوطنية الجزائرية، والذي عمل مع رفاقه على ايضاح فكرة الثورة المسلحة التي قاد فيها منطقة الأوراس عام 1954، يصور الفيلم كيف سافر بن بولعيد إلى عدد من البلدان العربية متنكرا لجلب السلاح إلى الجزائر من أجل الثورة وكيف ألقت عليه قوات الاستعمار الفرنسي القبض على الحدود التونسية الليبية ليتم اقتياده إلى تونس العاصمة، ومنها إلى الجزائر ليحاكم عليه بالإعدام، غير أنه تمكن من حفر خندق رفقة بعض من رفقائه تحت حيطان أشد معتقلات الاحتلال تحصيناً وفر منه بطريقة معجزة، ليعود إلى قيادة الثورة من جديد، وتتوالى الأحداث.

## روابط خارجية
- مقالات تستعمل روابط فنية بلا صلة مع ويكي بيانات